# U-9号潜艇 (1910年)
陛下之9号潜艇是德意志帝国海军建造的一艘潜艇或称U艇。它由但泽的帝国船厂承建，于1910年2月22日下水，至同年4月18日交付使用。U-9号是在第一次世界大战海战期间服役的329艘德国潜艇之一，并参加了通商破坏行动。战后，艇只于1918年11月26日移交英国，1919年在兰开夏郡的莫克姆拆解报废。

## 设计

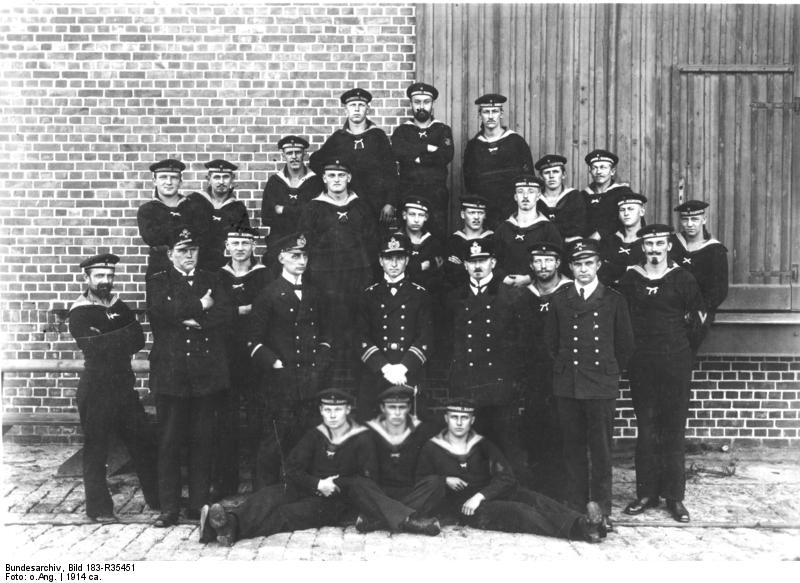
U-9号船员合影（1914年）

U-9号被德意志帝国海军定义为双层远洋潜艇，其全长和承压艇体长分别为57.38米和为48米；舷宽6米，当中的承压艇体宽为3.65米；有7.05米的总高和3.13米的吃水深度。艇只的水上排水量为493吨，水下排水量为611吨。
U-9号搭载有可在水上使用的两台科尔庭八缸外加两台科尔庭六缸二冲程煤油发动机，总功率为1,000匹公制馬力（735千瓦特；986匹制動馬力）；以及可在水下使用的西门子-舒克特电动机，总功率为1,160匹公制馬力（853千瓦特；1,144匹軸馬力）。这些发动机用以驱动双轴、每根轴各一个的直径1.45米长螺旋桨，从而使艇只在水上的最高速度达14.2節（26.3每小時），在水下的最高航速为每小时8.1節（15.0每小時）。它可以14節（26每小時）的速度在水上巡航1,800海里（3,300），或以5節（9.3每小時）的速度在水下巡航80海里（150）。艇只的潜航深度为50米。
U-9号装备了四具直径为500毫米的鱼雷发射管，其中艏、艉各两具，并可携带合共6枚鱼雷。起初，该艇装备有一门机炮；当1914年战争爆发时，又加装了一门37毫米机炮。1915年则再安装了一门50毫米40倍径速射炮。当U-9号于1916年进行重大改装时，还增加了两条布雷导轨，但其后遭到移除。潜艇的标准船员编制为4名军官和31名水兵。

## 历史

1914年9月22日行动细节

U-9号是作为同型（U-10号、U-11号和U-12号）的首艇而由帝国海军于1908年7月15日订购。它在但泽的帝国船厂建造，于1910年2月22日下水，至同年4月18日交付使用。其首任艇长为1911年10月1日就位的海军中尉奧托·韋迪根。
1914年7月16日，U-9号的船员成功在水下完成鱼雷装填，这是全球潜艇历史上的第一次。同年9月22日，该艇在北海南部的十四宽海域巡逻时，发现了一支由三艘已淘汰的英国克雷西级装甲巡洋舰组成的分舰队（阿布基尔号、乌格号和克雷西号，被谑称为“活饵分舰队”），其任务是要阻止德国的水上舰艇驶入英吉利海峡的东端。U-9号发射了四枚鱼雷，在水下重新装填，并在不到一个小时的时间内将三艘巡洋舰全部击沉。1459名英国水兵因此阵亡。这是有史以来最著名的潜艇行动之一。经此一役后，那些把潜艇称作玩具的英国海军部官员不再表达类似观点。
在1914年10月15日的下一次巡逻中，U-9号又在阿伯丁附近击沉了英国防护巡洋舰鹰号。由于战功显赫，它连同小巡洋舰埃姆登号，是一战期间获德皇威廉二世颁授铁十字勋章的唯二舰艇。
1915年1月12日，曾在艇上担任瞭望官的约翰内斯·斯皮思接替韦迪根出任U-9号艇长。在他的指挥下，U-9号被转移至波罗的海，并为执行布雷任务而进行了相应的改装。1915年8月16日，艇只在沃尔姆西岛附近以鱼雷击沉了英国轮船塞尔比诺号。11月5日，它又击沉了俄国扫雷舰达戈号。斯皮思指挥U-9号直至1916年4月19日。在此期间，它共击沉了容积总吨达8635吨的13艘商船，其中包括10艘小型渔船和3艘英国轮船（唐号、威廉明娜女王号和塞尔比诺号）。
1916年4月之后，U-9号退出前线作战，留在基尔担任训练艇直至战争结束。它于1918年11月26日投降并移交英国，并于1919年在兰开夏郡的莫克姆拆解报废。U-9号在服役生涯期间共执行了七次巡逻，共计击沉了排水总量达43350吨的4艘军舰、1艘容积总吨为1080吨的辅助军舰和容积总吨为8635吨的13艘商船。在第一次世界大战期间，没有任何潜艇所击沉的军舰比它更多。

## 袭击历史摘要

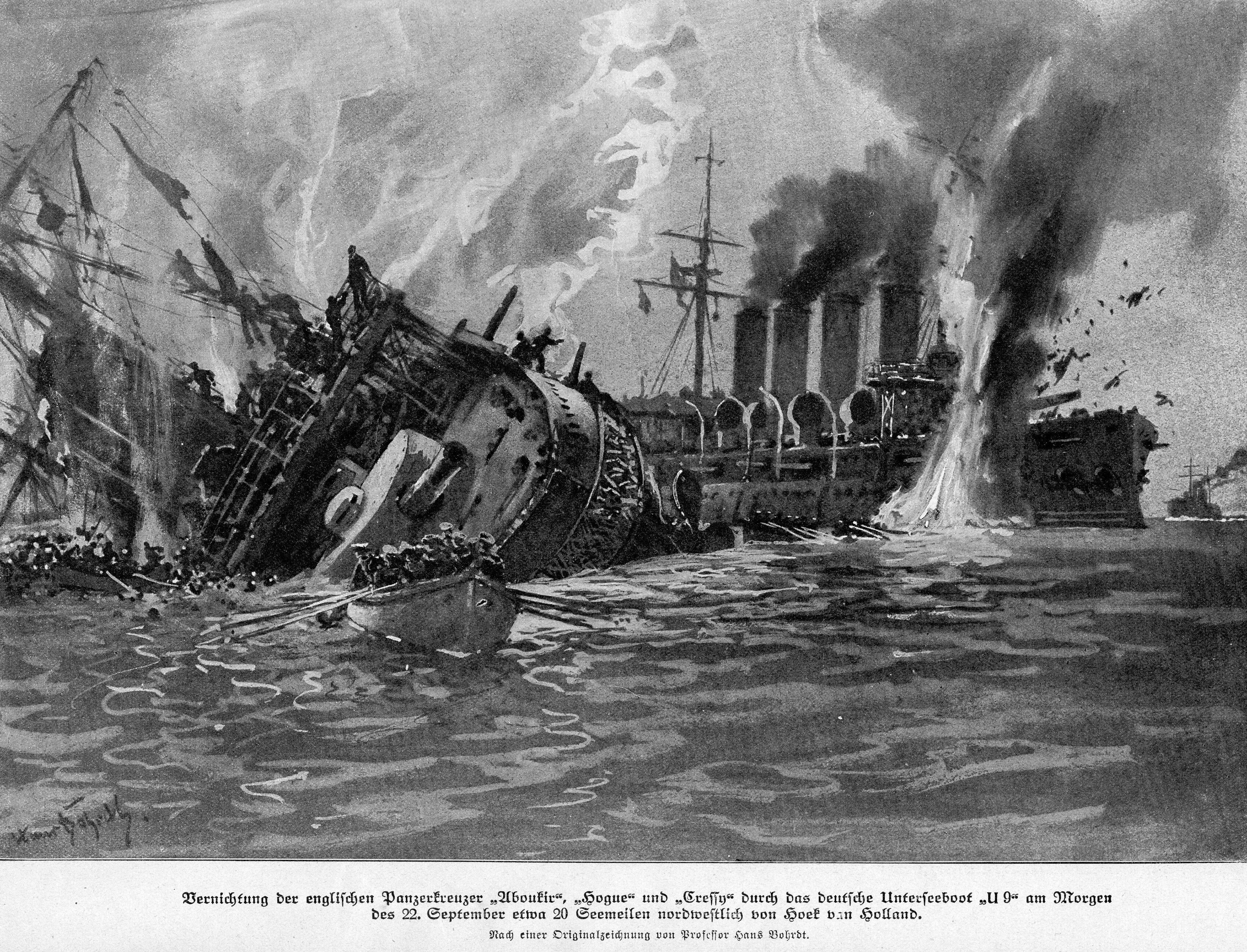
由汉斯·博尔特（英语：Hans Bohrdt）所作的插画，描绘了1914年9月22日在荷兰海岸附近被U-9号击沉的克雷西号（英语：HMS Cressy (1899)）、乌格号（英语：HMS Hogue (1900)）和阿布基尔号（英语：HMS Aboukir (1900)）
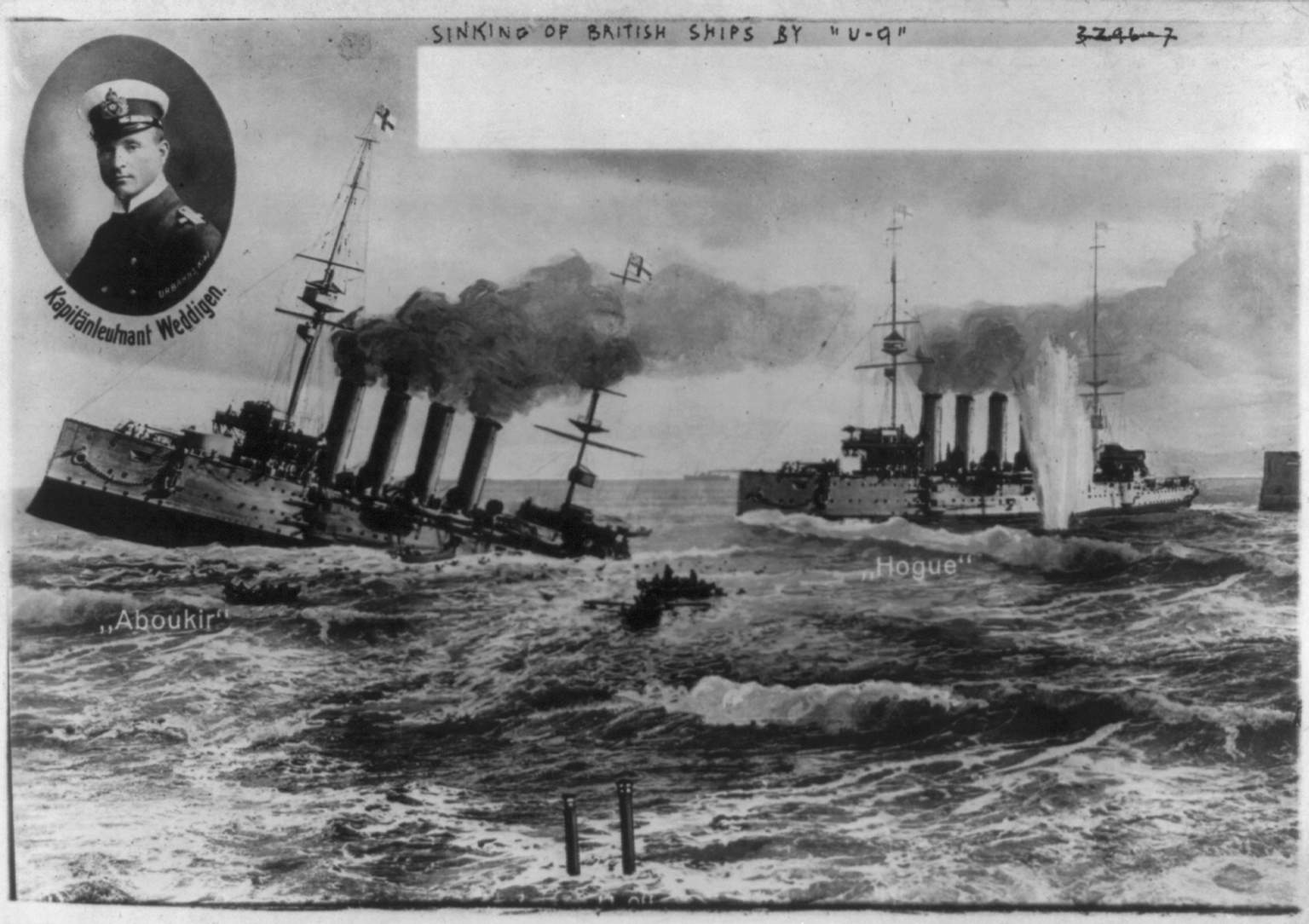
描绘击沉阿布基尔号和乌格号被击沉的宣传明信片
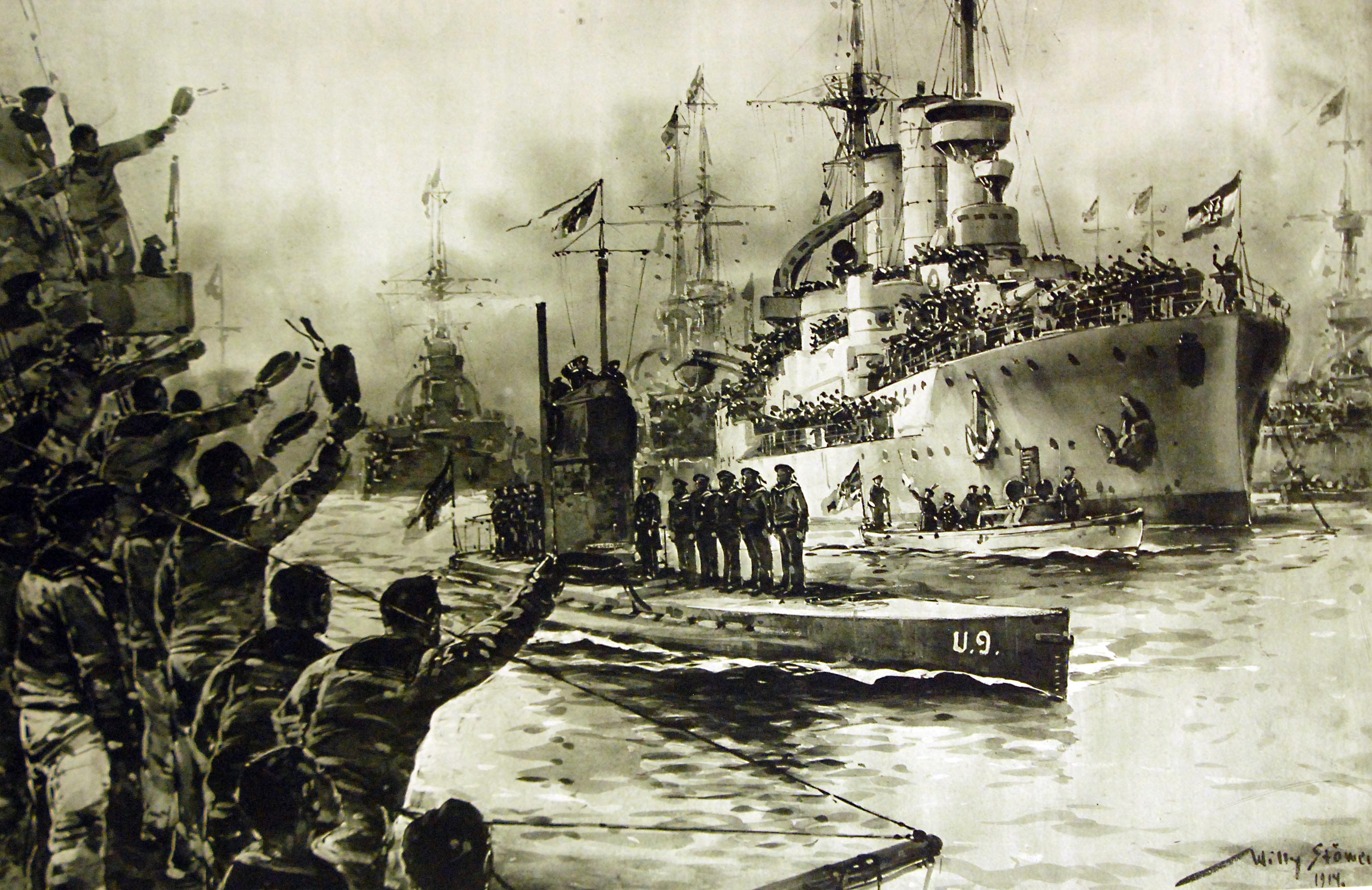
U-9号胜利返航威廉港的插画

| 日期           | 船名            | 船籍           | 吨位  | 结局 |
| -------------- | --------------- | -------------- | ----- | ---- |
| 1914年9月22日  | 阿布基尔号      | 英國皇家海軍   | 12000 | 击沉 |
| 1914年9月22日  | 克雷西号        | 英國皇家海軍   | 12000 | 击沉 |
| 1914年9月22日  | 乌格号          | 英國皇家海軍   | 12000 | 击沉 |
| 1914年10月15日 | 鹰号            | 英國皇家海軍   | 7350  | 击沉 |
| 1915年5月3日   | 鲍勃·怀特号     | 英国           | 191   | 击沉 |
| 1915年5月3日   | 柯克特号        | 英国           | 176   | 击沉 |
| 1915年5月3日   | 赫克托耳号      | 英国           | 179   | 击沉 |
| 1915年5月3日   | 英雄号          | 英国           | 173   | 击沉 |
| 1915年5月3日   | 艾俄兰斯号      | 英国           | 179   | 击沉 |
| 1915年5月3日   | 向北嗬号        | 英国           | 180   | 击沉 |
| 1915年5月3日   | 进步号          | 英国           | 273   | 击沉 |
| 1915年5月4日   | 拉格比号        | 英国           | 205   | 击沉 |
| 1915年5月5日   | 斯特拉顿号      | 英国           | 198   | 击沉 |
| 1915年5月6日   | 梅里·伊斯灵顿号 | 英国           | 147   | 击沉 |
| 1915年5月8日   | 唐号            | 英国           | 939   | 击沉 |
| 1915年5月8日   | 威廉明娜女王号  | 英国           | 3590  | 击沉 |
| 1915年8月16日  | 塞尔比诺号      | 英国           | 2205  | 击沉 |
| 1915年11月5日  | 达戈号          | 俄羅斯帝國海軍 | 1080  | 击沉 |

## 脚注
1. ↑  Helgason, Guðmundur. . German and Austrian U-boats of World War I - Kaiserliche Marine - Uboat.net.   [13 March 2015].
2. ↑  Helgason, Guðmundur. . German and Austrian U-boats of World War I - Kaiserliche Marine - Uboat.net.   [13 March 2015].
3. 1 2 3  Gröner 1991，第4–5頁.
4. 1 2  . Die Zeit. 1967-04-21  [2015-07-17]. （原始内容存档于2019-04-13）.
5. ↑  . World War 1 Naval Combat.   [2007-05-27]. （原始内容存档于2021-04-22）.
6. ↑  Farquharson-Roberts，第8頁.
7. ↑  . Deutsches U-Boot-Museum.   [2021-05-21]. （原始内容存档于2021-03-03）.
8. ↑  .   [2021-05-21]. （原始内容存档于2018-10-16）.
9. 1 2 3  Helgason, Guðmundur. . German and Austrian U-boats of World War I - Kaiserliche Marine - Uboat.net.   [19 February 2014].